# Linie následnictví lucemburského trůnu
Následnictví lucemburského trůnu užívá od roku 2011 jako systém pro stanovení následníka trůnu absolutní primogenituru, platící pro potomky současného velkovévody Jindřicha I.
Do té doby byl v platnosti výhradně systém polosalického práva s menšími úpravami v případě vymření mužského potomstva v celém rodu. Systém, kdy zdědit trůn může jen mužský potomek velkovévody, v případě že by nebyli žádní mužští potomci velkovévodkyně Šarloty, nenastoupili by nejbližší mužští potomci posledního velkovévody v ženské linii, ale mužští potomci mladších sester velkovévodkyně Šarloty.
Dne 20. června 2011 bylo toto polosalické právo zrušeno a jako následnický systém byla ustanovena tzv. rovná primogenitura.
I když je po smrti velkovévody Viléma IV. v mužské linii dynastie Nassau(-weilburg) vymřelá je stále podle lucemburské ústavy označována jako vládnoucí.

## Současná linie následnictví
Linie následnictví lucemburského trůnu je ke květnu 2020 následující:
Adolf → Vilém IV. → Šarlota → Jan I. → velkovévoda Jindřich I.
- -  Velkovévoda Jan (1921–2019)
    -  Velkovévoda Jindřich (* 1955)
      - (1) Dědičný velkovévoda Guillaume (* 1981)
        -  (2) Princ Charles (* 2020)
        - (3) Princ François (* 2023)

      - (4) Princ Félix (* 1984)
        - (5) Princezna Amalia Nasavská (* 2014)
        - (6) Princ Liam Nasavský (* 2016)
        - (7) Princ Balthazar Nasavský (* 2024)

      - (8) Princezna Alexandra (* 1991)
      -  (9) Princ Sébastien (* 1992)

    - (10) Princ Guillaume (* 1963)
      - (11) Princ Paul Louis Nasavský (* 1998)
      - (12) Princ Léopold Nasavský (* 2000)
      -  (13) Princ Jean André Nasavský (* 2004)

  - Princ Karel (1927–1977)
    -  (14) Princ Robert (* 1968)
      - (15) Princ Alexandre Nasavský (* 1997)

Princ Louis, třetí syn velkovévody Henriho se vzdal práva na trůnu pro sebe a své potomky v roce 2006, kdy si vzal za ženu Tessy Antony, taktéž bratr velkovévody Henriho Jean se v roce 1986, před svým sňatkem vzdal svých práv na trůn.
Bez ohledu na to zda se oba výše uvedení vzdali práva na trůn, zůstávají jako všichni princové z rodu Bourbon-Parma možnými kandidáty na francouzský trůn.